# غيرنزية (لهجة)

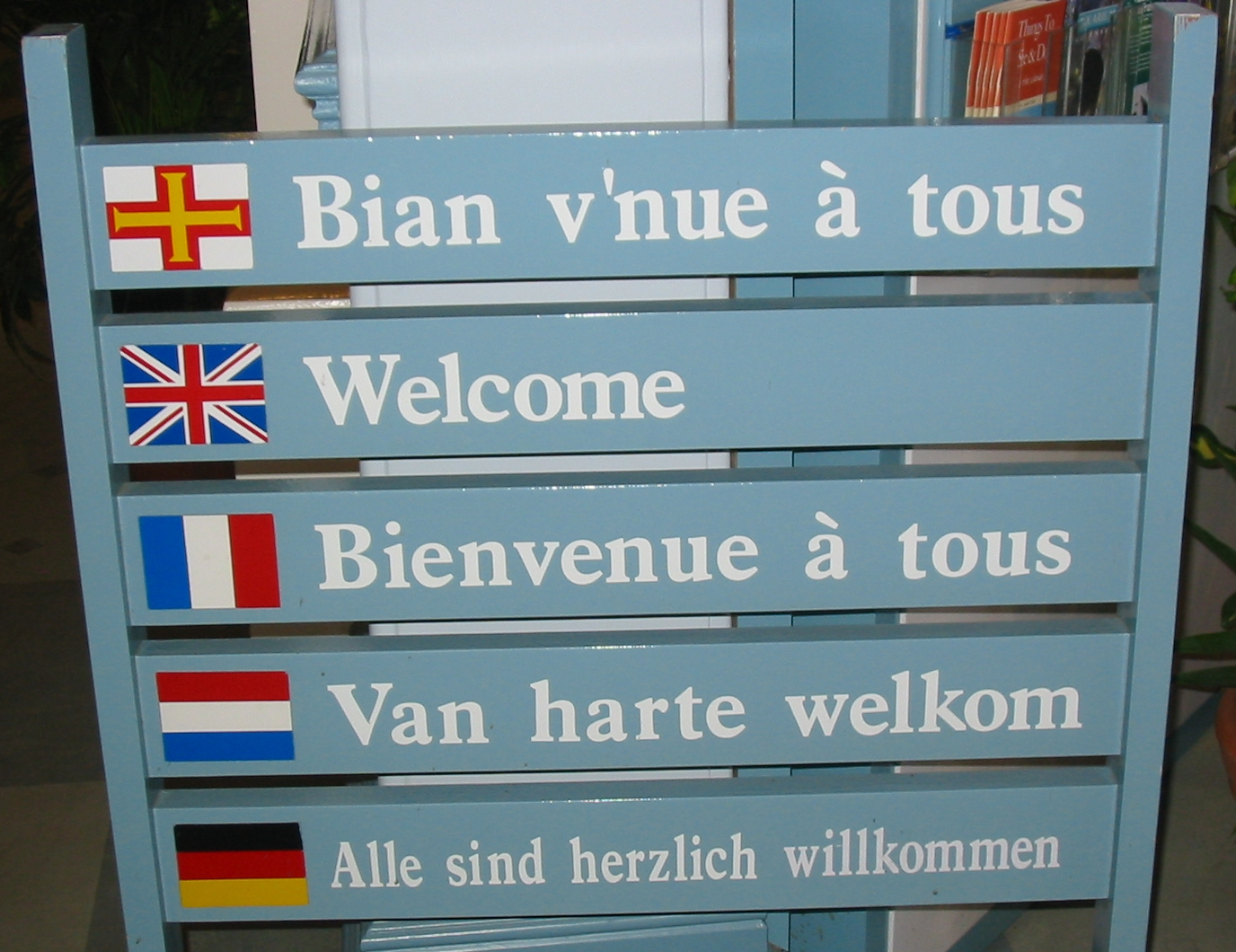
لافتات متعددة اللغات فيها نسخة بالغيرنزية في سان بيير بورت، غيرزني

الغيرنزية هي لهجة نورماندية المستخدمة في جزيرة القنال الإنجليزي غيرنزي. يتم التعرف على اللغة الغيرنزية باعتبارها اللغة الإقليمية للجزر البريطانية في سياق المجلس البريطاني-الأيرلندي (مع جيرزية، الأيرلندية، الويلزية، الغيلية الإسكتلندية، الإسكتلندية، الأولسترية الإسكتلندية، المنكية والكورنية).

## عرض
يتكلم الغيرنزية يومياً حوالي 1 330 شخص، أو 2% من السكان. يتم فهمها أو دراستها من قبل حوالي 15% من السكان، أو ما بين 6 000 و10 000 شخص تبعا لدرجة الفهم.
يتم التعليم الاختياري في للغيرنزية في بعض مدارس غيرنزي. العديد من الجمعيات تكافح من أجل البقاء والتعلم والحفاظ على لغة النورمان في غيرنزي، وخاصة في المهرجانات والمعارض والاجتماعات الثقافية. تبث BBC Guernsey بضع دقائق في الأسبوع من المعلومات المحلية والعامة بالغيرنيزية. تنشر الصحافة المحلية بانتظام بعض المقالات غير العادية بالغيرنيزية.
في عام 2001، أعرب النائب الغيرنزي «جوناثان لو توك» وعميد الدوزينير «هيرزل دوري» عن قلقهم من اختفاء اللغة الغيرنزية. اقترحوا أن يتم تدريسها كنشاط خارج المناهج الدراسية في مدارس غيرنسي، ولكن المشكلة هي أن هناك القليل من المعلمين الذين يعرفون الغيرنزية جيدًا بما يكفي لتدريسها.
منذ خريف عام 2003، تم تدريس الغيرنزية في ثلاث مدارس ابتدائية كنشاط اختياري بعد المدرسة. تحظى هذه الدروس بشعبية كبيرة، يحضرها الأولياء والمدرسون مع الأطفال. كما يتم تقديم دروس مسائية للسكان البالغين في الجزيرة. أُهملت منذ وقت طويل، أصبحت الغيرنزية مؤخرا جزءًا هامًا من التراث اللغوي لسكان الجزيرة. الناس الذين يتكلمون الغيرنزية الآن يشعرون بالفخر بلغتهم ولم يعودوا يخجلون من التحدث بها.
نجد عناصر من الغيرنزية في أسماء المواقع الجغرافية للجزيرة، وكذلك في أسماء الشوارع وبعض الوظائف الإدارية.
نشر جورج ميتيفير (1790-1881)، كاتب «بالغيرنزية» كتاب القاموس الفرنسي النورماندي (1870) والأعمال الشعرية، بما في ذلك ريمس جيرنيسيسيس(1831).
تعتمد قواعد الإملاء الحديثة على «قاموس الإنجليزية-الغيرنزية»  (1967) لماري دي غاريس [الإنجليزية] (من مواليد 1910 وتوفيت في عام 2010).
في 9 مايو 2013، تم إنشاء موقع الغيرنزي الإلكتروني بفضل عمل لجنة الغيرنزية اللغوية لتمكين الدفاع عن الغيرنزية وصونه ونشره. تعد لجنة الدفاع عن التراث اللغوي في غيرنزي جزءًا من الخطة الاستراتيجية التي أطلقتها ولايات غيرنزي عام 2013.

## أعمال أدبية
- جورج ميتيفير [الإنجليزية] قصائد في لهجة جزر القنال (1883).
- نيكو جيلبرت (Nico Guilbert) (1826-1900)
- تام لينفيستي [الإنجليزية](1818-1885)؛ نشر الشعر في صحف غيرنزي وفي شكل كتاب.
- دينيس كوربيت [الإنجليزية] (1826-1910)؛ الصحافة والشعر. كان اسمه دين ريمون[و]. كتبملحمة غيرنزية في عام 1884 طوار غيرنزي[ز]، رئيس تحرير صحيفة اللغة الفرنسية Le Bailliage، ساهم في الأعمدة في بالغيرنزية تحت عنوان Badlagoule.
- توماس هنري ماهي [الإنجليزية] (1862-1936)؛ مساهمات في النثر والشعر في الجريدة الرسمية في غيرنزي من عام 1916. كتاب بعنوان «حيل وخواطر كورتيل بوسين»[ح] (1922).
- توماس الفريد جروت [الإنجليزية] (1852-1933)؛ حكايات، بما في ذلك كتاب Des lures guernesiaises (1927)
- مارجوري اوزان [الإنجليزية](1897-1973)؛ حكايات
- هازيل توملينسون (Hazel Tomlinson)

## معرض صور

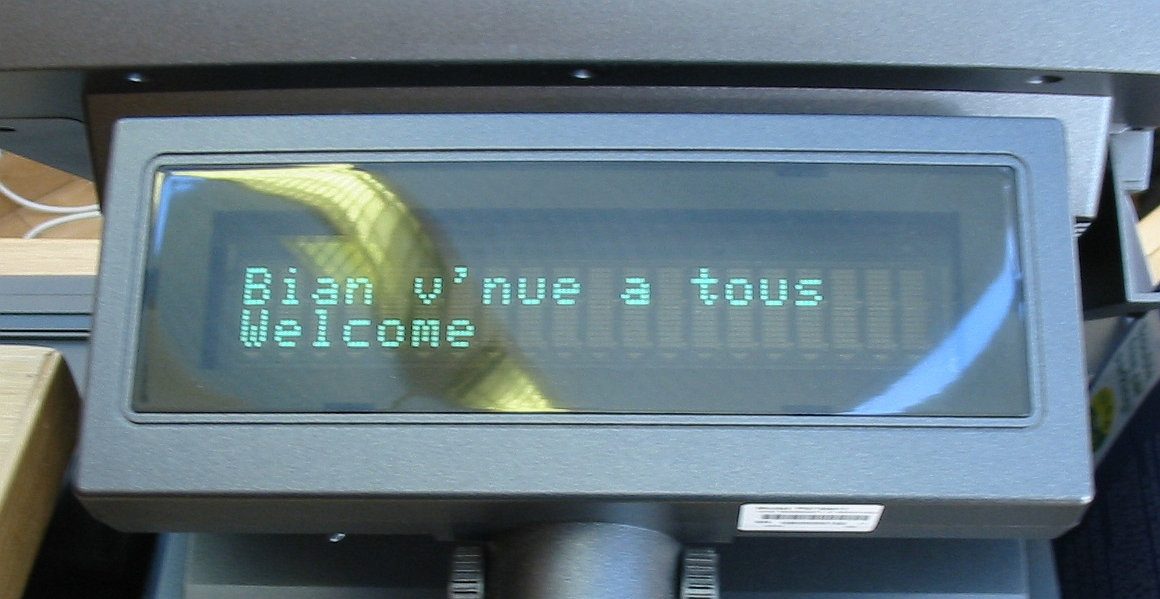
لوحة الترحيب ثنائية اللغة الإنجليزية والفرنسية. "Bian v'nue a tous / Welcome ".
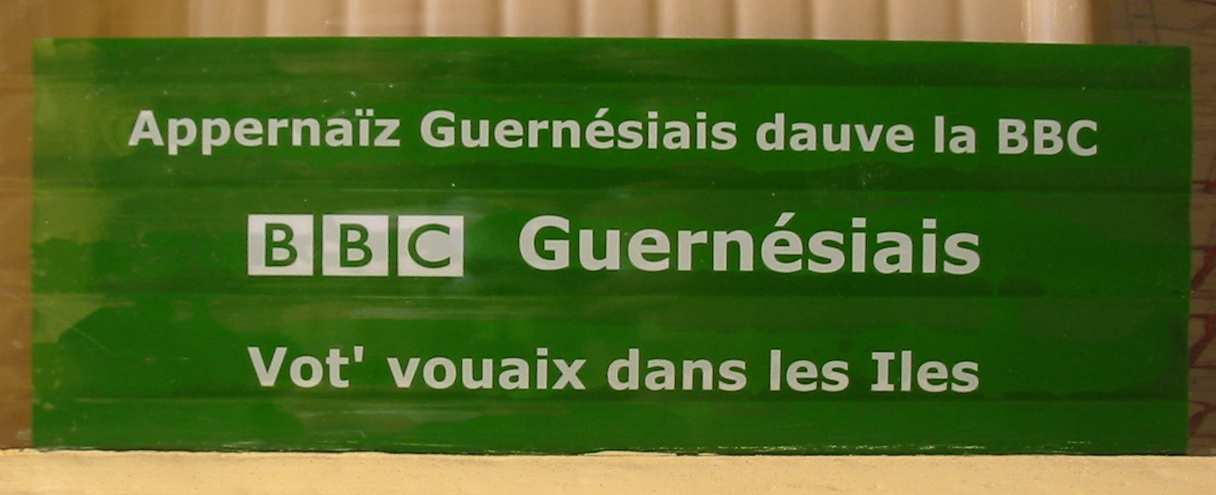
ملصق إعلاني لبث بي بي سي في غيرنزي
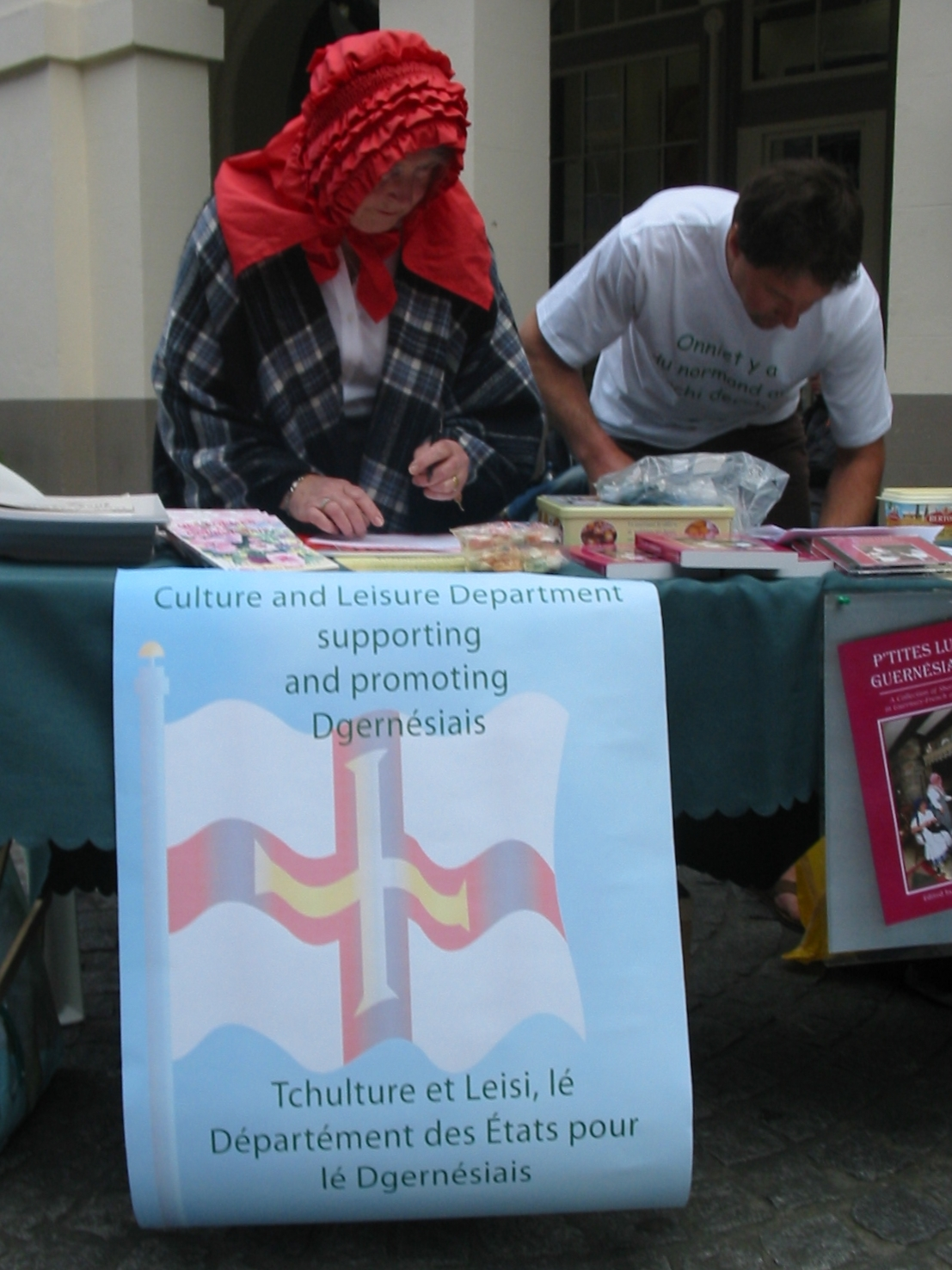
مهرجان نورماندي في عام 2009.
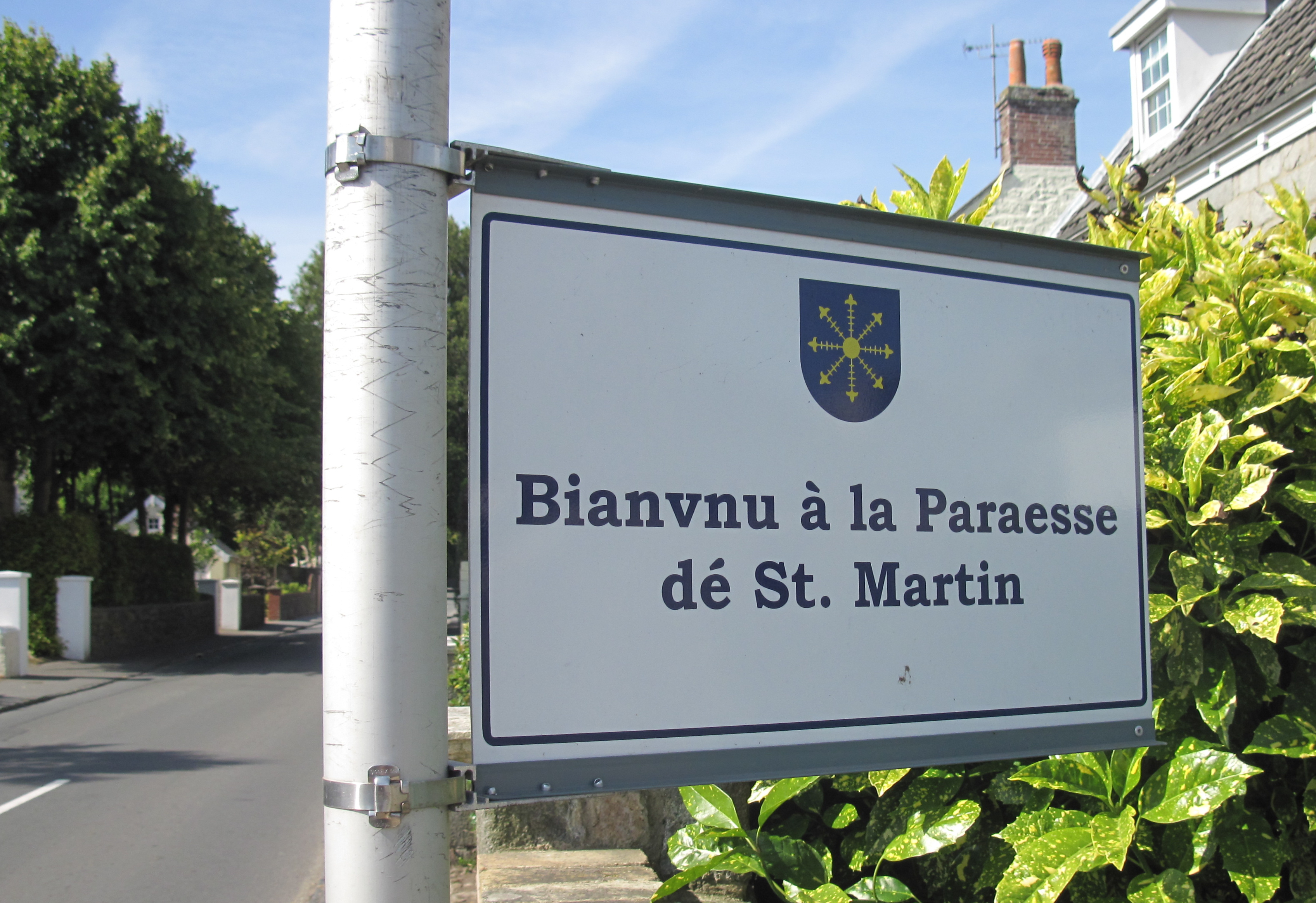
علامة ترحيب عند مدخل أبرشية سانت مارتن.
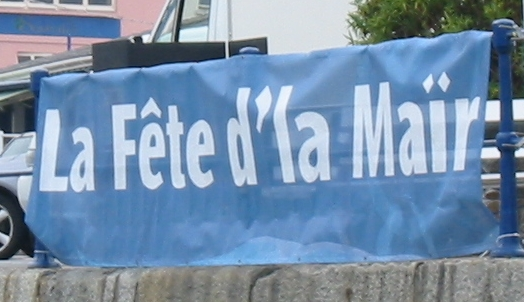
عيد البحر في عام 2006.

## مذكرة
1. ↑  Jonathan Le Tocq
2. ↑  الدوزان(بالفرنسية Le Douzaine بالعربية: الإثني عشر) هي وظيفة سياسية تم تأسيسها في جزيرة غيرنزي والتي يتقاسم عبئها كل  الدوزانيين من كل أبرشيات غيرنزي، يجمتعون في "غرف الدوزان"
3. ↑  Dictionnaire franco-normand
4. ↑  Rimes Guernesiaises
5. ↑  Dictiounnaire Angllais-Guernésiais
6. ↑  l'Draïn Rimeux
7. ↑  Touar de Guernesy
8. ↑  Dires et Pensées du Courtil Poussin

### مقالات ذات صلة
- الجيرزية (مجموعة متنوعة من اللغة النورمندية تحدثون بها في جيرزي، بالقرب من غيرنزي)
- علم اللغة
- قائمة اللغات
- اللغات الهندية الأوروبية
- اللغات الرومانسية
- اللغات غالو الرومانسية

لغات الأيل
اللغة النورمندية